# Lombos
Lombos (ukránul: Лопушанка) település Ukrajnában, Kárpátalján, a Munkácsi járásban.

## Fekvése
Szolyvától délkeletre, Malmos és Zajgó közt fekvő település.

## Története
A 282 méter tengerszint feletti magasságban fekvő településnek a 2001 évi népszámláláskor 241 lakosa volt.